# مو قنطورس
مو قنطورس یک ستاره است که در صورت فلکی قنطورس قرار دارد.